# The Falcon and the D’ohman
«The Falcon and the D’ohman» (с англ. — «Сокол и чёртов человек») — первый эпизод двадцать третьего сезона мультсериала «Симпсоны». Премьера состоялась 25 сентября 2011 года.

## Сюжет
Продавец Комиксов открывает премьеру сезона, говоря зрителям, что в эпизоде будут подсказки, касающиеся романа между Недом и Эдной. После введения Гомер с удивлением обнаруживает, что новый охранник по имени Уэйн принят на работу на Спрингфилдскую АЭС. Он неоднократно пытается подружиться с Уэйном, но он холодно избегает его при каждой попытке подружиться. Тем временем Мардж, готовя крекеры Барту и Лизе, мечтает, что она стала кандидатом на победу в кулинарном шоу Топ-шеф, который судит Том Количчио, который хвалит её за крекеры и даёт ей приз — новую кухню. Однако, когда Мардж перестаёт мечтать, она даёт крекеры своим детям, которые говорят ей, что они их не любят.
Однажды, когда Уэйн идёт домой в дождь и град, Гомер видит Уэйна, и предлагает подвезти его в Таверну Мо. Уэйн неохотно соглашается, но когда Уэйн находится в туалете, Змей Джейлбёрд врывается в Таверну на своём мотоцикле, чтобы ограбить всех. Как только Уэйн выходит, он сильно избивает Змея. История быстро распространяется в прессе из-за того, что Кент Брокман берёт интервью у Уэйна и показывает тайваньскую драматизированную компьютерную анимацию инцидента в таверне, вскоре после чего интервью транслируется по телевидению. Выясняется, что Уэйн был когда-то членом высококвалифицированного правительственного агентства «Чёрные операции», который решил уйти в подполье в Спрингфилде. Тем не менее, он страдает от повторяющихся воспоминаний из его предыдущих миссий, которые приводят его в действие, о чём свидетельствует, когда он нечаянно атакует мистера Бёрнса, в результате чего Уэйна увольняют.
Гомер позволяет Уэйну остаться в домике на дереве Барта. Однажды ночью Уэйн громко говорит о прошлой миссии во сне, в результате чего пары в близлежащих домах теряют сон. Нед и Эдна являются одной из этих пар, и они показаны, держа друг друга в постели. Новость о том, что случилось с мистером Бёрнсом, просочилась на MyTube и была просмотрена одним из гангстеров-врагов Уэйна в Киеве. Видимо, Уэйн случайно убил жену своего врага шальной пулей на предыдущей миссии, из-за чего украинский гангстер и его приспешники похищают и пытают Гомера в качестве приманки, чтобы заманить Уэйна. Уэйн освобождает Гомера и убивает всех украинских бандитов. В конце концов, Уэйн решает остаться в Спрингфилде, но не прежде, чем даст Гомеру кулак дружбы, который Гомер хотел получить, когда они впервые встретились. Тем не менее, Мардж говорит, что Уэйн может получить работу в Спрингфилдской автотранспортной инспекции, что он и делает. Во время титров Нед и Эдна благодарят болельщиков за голосование за их отношения и говорят, что они остаются вместе.

## Культурные отсылки
- Название эпизода является отсылкой к фильму Агенты Сокол и Снеговик (англ. The Falcon and the Snowman).
- Гомер поёт о работе на станции, на мотив песни группы The Police «Walking on the Moon».
- В одном из своих воспоминаний Уэйн получает специальную подготовку против таких врагов, как Гого Юбари («Убить Билла»), Чаки («Детские игры»), Пинхеда («Восставший из ада»), баскетболиста Коби Брайанта, Пингвина («Бэтмен возвращается»), банда «Фурии» («Воины»).
- У Уэйна имеется сходство с другим спец-агентом, Джеком Бауэром, роль которого сыграл Кифер Сазерленд в сериале «24 часа». Также Кифер Сазерленд уже появлялся в «Симпсонах» в роли Джека Бауэра.
- Сцена бойни на катке — явная отсылка к боевику "Беги без оглядки".
- Тайваньская анимированная инсценировка боя Уэйна с Змеем в Таверне Мо — пародия на анимационные инсценировки, сделанные тайваньской компанией Next Media Animation.
- Мардж мечтает стать победителем реального шоу «Топ-шеф». Шеф-повар Том Количчио, который является судьей в этом шоу, также снялся в эпизоде в роли самого себя.
- В образе украинского мафиози Виктора прослеживается образ тогдашнего президента Украины Виктора Януковича.
- В серии фигурирует следующее изображение центра Киева — на противоположной стороне реки, прямо напротив Майдана Незалежности видны купола Киево-Печерской лавры.
- В «украинском квартале» (Спрингфилдская «Маленькая Украина»), представленном в эпизоде, расположены кофейня «Старбукс», больница «Сумасшедший в Украине», улица «Казацкая Пятая Авеню» и ледовая арена «Горячий, как Троцкий».

## Отношение критиков и публики
Эпизод посмотрели около 7,909 миллионов человек во время первого показа этого эпизода. Он получил 3,8 по рейтингу Нильсена среди взрослых в возрасте 18-49 (на три процента больше от премьеры прошлого сезона), и десять процентов доли.